# Otok, Celje
Ôtok je mestni predel na srednjem zahodu Celja, ki ozemeljsko spada pod mestno četrt Karel Destovnik-Kajuh. Otok spada med najlepše predele Celja, najbolj zelene in tudi zelo umirjene predele, predvsem zaradi starosti soseske. Začetki bistvenega poseljevanja tega predela so se pričeli kmalu po 2. svetovni vojni, to pomeni v 1950-ih in ravno iz tega izhaja dokaj ostarelo prebivalstvo okoliša.
Ime naj bi izhajalo iz opažanj, da ob poplavah ostane predel, ki ga omejujejo štiri ulice (Čopova, Trubarjeva, Jurčičeva in Malgajeva, ki so obenem tudi srce predela Otok), vedno suh, kar pa so poplave leta 1990 in 1998 popolnoma zanikale. 4. avgusta 2023 ob velikih poplavah Otok ni bil poplavljen, bila pa je nevarnost zalitja ob izlivu Ložnice pri Špici in posledično evakuacije prebivalcev. 
Na Otoku je I. gimnazija, ustanovljena leta 1808. Poleg tega obstaja na Otoku vrtec in trgovina za zadovoljevanje dnevnih življenjskih potreb. 
Prebivalci Otoka so nedeljivo povezani z reko Savinjo, najdaljšo slovensko reko (od izvira do izliva), ki pa se kar pogosto spremeni v besneči hudournik in mestu povzroča nemalo skrbi. Blizu reke so sprehajalne poti v mestnem parku in v gozdu Anskega vrha, nič več kakor tri minute do svežega zraka za to četrt.
Nekoč so stale ob Ljubljanski cesti celjske zgradbe, kot Štigerjeva vila (kjer so bivali otroci s Petrička od oktobra 1945 do avgusta 1946) in nekdanja vojašnica Ljubljanska 20. Prvo so porušili leta 1972, drugo 1988.